# NGC 7116
NGC 7116 (również PGC 67218 lub UGC 11796) – galaktyka spiralna (Sbc), znajdująca się w gwiazdozbiorze Łabędzia. Odkrył ją Albert Marth 9 września 1863 roku.
W galaktyce tej zaobserwowano supernową SN 2004by.